# 濠村乡
濠村乡，是中华人民共和国福建省南平市浦城县下辖的一个乡镇级行政单位。

## 行政区划
濠村乡下辖以下地区：
濠村、仑下村、溪口村、毛墘村、樟源村、北坑村和后濠村。